# Сјерж су Монфокон
Сјерж су Монфокон (фр. Cierges-sous-Montfaucon) насеље је и општина у североисточној Француској у региону Лорена, у департману Меза која припада префектури Верден.
По подацима из 2011. године у општини је живело 59 становника, а густина насељености је износила 6,45 становника/km². Општина се простире на површини од 9,15 km². Налази се на средњој надморској висини од 217 метара (максималној 266 m, а минималној 205 m).

## Демографија
| 1962. | 1968. | 1975. | 1982. | 1990. | 1999. | 2011. |
| ----- | ----- | ----- | ----- | ----- | ----- | ----- |
| 44    | 76    | 76    | 78    | 64    | 53    | 59    |

График промене броја становника у току последњих година